# 伯德爾 (阿肯色州)
伯德爾（英語：Birdell）是位於美國阿肯色州蘭道夫縣的一個非建制地區。該地的面積和人口皆未知。

## 地理
伯德爾的座標為36°14′40″N 91°04′41″W / 36.24444°N 91.07806°W，而該地的平均海拔高度為97米（即318英尺）。